# Ryōta Okada
Ryōta Okada (japanisch 岡田 亮太 Okada Ryōta; * 9. September 1988 in Hino, Präfektur Tokio) ist ein japanischer Fußballspieler.

## Karriere
Okada erlernte das Fußballspielen in der Schulmannschaft der Teikyo Daisan High School und der Universitätsmannschaft der Teikyō-Universität. Seinen ersten Vertrag unterschrieb er 2011 bei Fukushima United FC. Am Ende der Saison 2012 stieg der Verein in die Japan Football League auf. Am Ende der Saison 2013 stieg der Verein in die J3 League auf. Nach über 200 Ligaspielen für Fukushima wechselte er im Januar 2022 zum Viertligisten Kōchi United SC. Hier bestritt er zwölf Ligaspiele. Nach einer Spielzeit wechselte er zum Sechstligisten aries FC Tokyo. Hier stand er zwei Spielzeiten unter Vertrag.